# Cherechiu
Cherechiu là một xã thuộc hạt Bihor, România. Dân số thời điểm năm 2002 là 2484 người.